# Autostrada Braterstwo i Jedność
Autostrada „Braterstwo i Jedność” (chorw. Autocesta „Bratstvo i jedinstvo”, słoweń. Avtocesta „Bratstvo in enotnost”, serb. Аутопут „Братство и јединство”, bośn. Autoput „Bratstvo i jedinstvo”, mac. Автопат „Братство и единство”) – droga kołowa o długości 1188 km, wybudowana za czasów komunistycznej Jugosławii (Socjalistycznej Federacyjnej Republiki Jugosławii), łącząca 4 z 6 jej republik: od Słowenii przez Chorwację i Serbię do Macedonii Północnej.
Wiodła od granicy z Włochami w Ratečach (a po wybudowaniu Tunelu Karawanki – od granicy z Austrią w Jesenicach) przez Kranj, Lublanę, Zagrzeb, Slavonski Brod, Sremską Mitrovicę, Belgrad, Nisz, Kumanowo i Skopje do granicy z Grecją w Gewgeliji. Ukończono ją na całej zaplanowanej długości, ale tylko w postaci jednej jezdni z jednym pasem ruchu w każdą stronę i bez bezkolizyjnych skrzyżowań, nie spełniała więc ona standardów autostrady. Nawierzchnia była w przeważającej części betonowa, tylko niektóre odcinki – asfaltowe. Jej pierwszy odcinek (relacji Zagrzeb – Belgrad, długości 382 km), otwarto 27 lipca 1950. W 1977, od odcinka chorwackiego, rozpoczęto budowę drugiej jezdni. Do rozpadu Jugosławii dobudowano drugą jezdnię na odcinkach: Kranj – Lublana, Zagrzeb – Slavonski Brod i Sremska Mitrovica – Belgrad – Nisz. Trasa posiadała oznaczenie M1.
Autostrada „Braterstwo i Jedność” była najnowocześniejszą drogą kołową Jugosławii, stając się również najważniejszą arterią komunikacyjną całych Bałkanów. Planowana na średnie dobowe natężenie ruchu wynoszące 9 tysięcy pojazdów, pod koniec lat 80. XX wieku generowała ruch rzędu 40 tysięcy pojazdów na dobę. Korzystali z niej zwłaszcza Grecy i Turcy, pracujący w zachodniej Europie (Autostrada „Braterstwo i Jedność” stanowiła część tzw. Gastarbeiterroute). Intensywne użytkowanie spowodowało zniszczenie nawierzchni na wielu odcinkach. W latach 1992–1995 autostrada była wyłączona z ruchu ze względu na wojnę chorwacko-serbską.
Pomijając niewątpliwe walory gospodarcze, polityczne i strategiczne, autostrada była również przedsięwzięciem propagandowym. Poza fachowymi przedsiębiorstwami budowały ją oddziały wojska i hufce młodzieży.
Obecnie arteria nie stanowi formalnej całości, lecz jej dawnym ciągiem przebiegają połączone ze sobą - i ukończone w całości - autostrady w poszczególnych państwach sukcesyjnych byłej Jugosławii. W Słowenii jest to autostrada A2, w Chorwacji – autostrada A3, w Serbii – autostrada A1, a w Macedonii Północnej – autostrada A1. Przejazd dawną Autostradą „Braterstwo i Jedność” zajmuje obecnie około 12 godzin i kosztuje około 50 euro opłat drogowych.
Szlak dawnej magistrali pokrywa się z X paneuropejskim korytarzem transportowym. Jej odcinkami biegną obecnie trasy europejskie: E61, E70 i E75. Przed reformą sieci tras europejskich w latach 80. arteria miała wspólny przebieg z E5 i E94.